# 馬更些河
馬更些河（英語：Mackenzie River，斯里夫語：Deh-Cho）又譯為麥肯齊河，是一條北美洲的河流，也是北美洲第二大水系（總長4,241公里），僅次於密西西比河。馬更些河發源於加拿大西北地區的大奴湖，將支流芬利河與皮斯河計算在內的話，馬更些河也是加拿大境內最長的河流（總長1,738公里）。探險家當初以為河流流向太平洋，從而開通了橫越北美的不結冰的西北水道，結果河流流入北冰洋，故最初名曰失望河（英語：Disappointment River）。
馬更些河流域面積為1,805,200平方公里（697,000平方英里），每秒的流量為10,700立方公尺（380,000立方英尺）。每年船隻可航行時間約為5個月，河流從10月開始結冰，隔年5月解凍。

## 歷史
馬更些河是根據蘇格蘭探險家亞歷山大·馬更些所命名的，因為他於1789年試圖經由這條河抵達太平洋。馬更些河則被加拿大的甸尼族稱為Deh Cho。

## 開發
在2008年，加拿大和日本的研究人員在馬更些三角洲馬力克地區甲烷氣水包合物場進行測試，並萃取出許多天然氣。這是第二次在馬力克地區進行鑽探：第一次是發生在2002年，當時用熱來釋放甲烷。在2008年的實驗中，研究人員能經由降低壓力來獲得天然氣，不需加熱，所耗費的能量要比2002年時要少得多。帝國石油公司在1971-1972年間在馬力克地區首次發現甲烷氣水包合物。

## 地理

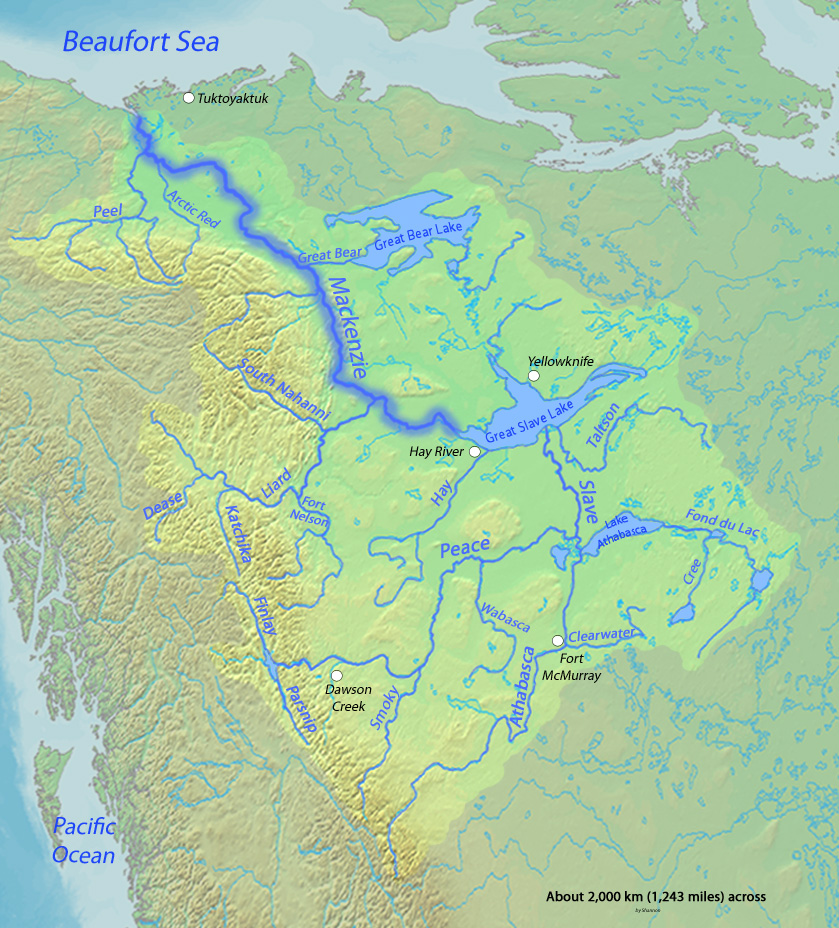
馬更些河流域

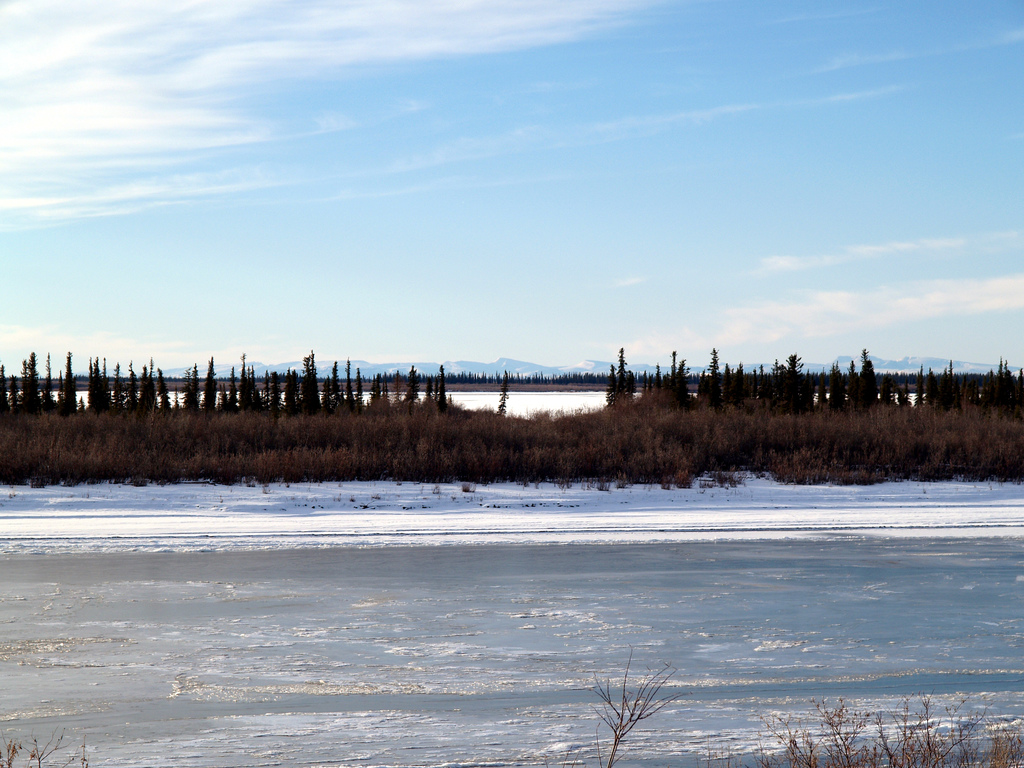
結凍的馬更些河

馬更些河的源頭是大奴湖，並由北水道及南水道這兩條獨立水道所匯集而成，這兩條水道在大島附近分歧並流入比佛湖。馬更些河在流出比佛湖後，卡基薩河（Kakisa River）從左側注入，馬更些河就流入米爾斯湖。馬更些河河道從那裡向西前進，然後雷德奈夫河（Redknife River）在西北匯入，拉比茨河則較晚進入馬更些河。一條主要支流利亞德河（Liard River）在辛普森堡注入馬更些河。大約110公里（68英里）後，馬更些河轉向北方，而北納漢尼河（North Nahanni River）從左邊進入馬更些河。威洛萊克河則於稍後流入馬更些河。
馬更些河持續向北流，通過永利（Wrigley）進入馬更些山（Mackenzie Mountains）西部與富蘭克林山（Franklin Mountains）東部之間的山谷。永利河和達哈丁尼河從左側注入馬更些河，奧克河及黑水河則從右側注入馬更些河。在接近麥考尼山脈的西側，大支流紅石河（Redstone River）與基爾河（Keele River）則從左側流入馬更些河。馬更些河離開山谷繼續向西流之後，大熊河（Great Bear River）從右邊匯入馬更些河。這條河通過馬更些平原的北側，諾曼山脈的南面，流過諾曼威爾斯社區後，卡卡茹河從左側流入。
山河在馬更些河通過桑索急流之前從左側流入，而漢娜河與唐納利河則從右側與馬更些河匯合。Ontaratue河從左側流入，戈塞奇河約在20公里（12英里）後也從同一邊匯入馬更些河。馬更些河在高原南部的河道較為彎曲，北極紅河（Arctic Red River）也在啟吉迭克（Tsiigehtchic）注入，一起繼續往西北方前進。馬更些河的河道隨後擴展成一個巨大的三角洲，與皮爾河（Peel River）相連接後，馬更些河的河道分裂成數以千計的水道，最後才流入波弗特海。
馬更些河一年大約有5個月的時間適合船隻行駛。河流會在10月份凍結，河上的冰直到隔年5月份才會融解。在冬季，部分河道會被當作冰路。整條河流在無冰期間皆可通航。
馬更些河盆地和育空河盆地之間的分野形成了西北地區與育空地區的邊界。大熊河這條主要支流從大熊湖流出，注入馬更些河的下游。

## 野生動植物
有許多種植物和動物棲息在馬更些河流域。一些樹種是馬更些河流域的優勢種，例如白雲杉（White Spruce）、恩氏雲杉 （Engelmann spruce）與黑雲杉（Black Spruce）。這裡也是黑雲杉分布範圍的西北端。
馬更些河廣大的沼澤三角洲提供雪雁、小天鵝與黑雁遷移及其他水禽繁殖的棲息地。河口則是一個白鯨喜愛的繁殖區。

## 外部連結
- Information and a map of the Mackenzie's watershed
- Canadian Council for Geographic Education page with a series of articles on the history of the Mackenzie River
- Atlas of Canada's page devoted to Arctic rivers of Canada

69°11′51.73″N 135°01′19.10″W / 69.1977028°N 135.0219722°W